# Timbiriche (banda)
Timbiriche (brevemente conocidos como La Banda Timbiriche) fue un grupo musical de pop mexicano. Se formó en 1981 como un grupo musical infantil, evolucionando con éxito a ser un grupo pop adolescente hasta su etapa adulta. El grupo es considerado como uno de los grupos más importantes del pop latino de la década de 1980 y principios de los noventa.
Es reconocido por sus miembros originales: Benny Ibarra, Sasha Sokol, Diego Schoening, Alix Bauer, Paulina Rubio y Mariana Garza, así como por otros integrantes que se unieron posteriormente, como Erik Rubín, Thalía, Eduardo Capetillo, Edith Márquez y Biby Gaytán. Todos ellos son destacadas figuras del mundo del espectáculo mexicano e hispanoamericano.
La discografía del grupo está conformada por doce álbumes de estudio lanzados entre 1981 y 1993, además de dos álbumes recopilatorios y tres álbumes en vivo. El grupo se ha reunido en tres ocasiones; la primera ocurrida en 1998, la segunda en 2007, con motivo de la celebración de los veinticinco años de la fundación de la banda y la tercera en 2017, con motivo de la celebración de su aniversario número treinta y cinco.
Sus principales rivales fueron Parchís de España, Menudo de Puerto Rico y Los Chamos de Venezuela.
Paralelamente a su carrera musical, el grupo también protagonizó un documental dirigido por Carlos Marcovich titulado La Misma Piedra que seguía paso a paso las andanzas del grupo en la preparación de las giras, los conciertos y los detrás de cámaras de su 25 aniversario. En 2007, la cadena Televisa produjo también un reality show cuyo objetivo era integrar una nueva alineación del grupo llamada La Nueva Banda Timbiriche, la cual fue un rotundo fracaso.

## Nombre
Timbiriche (conocido en Estados Unidos como Dots and Boxes, y en otros países como juego de los cuadritos o puntos y cajas), es un juego de mesa de estructura matemática que se juega con lápiz y papel. El objetivo del juego es el de completar cuadritos utilizando puntos y así reclamar la mayor cantidad de estos posible sobre el papel. La idea de bautizar con este nombre al grupo musical viene como respuesta al grupo musical infantil español Parchís, cuyo nombre también se inspira en un juego de mesa.

## Historia

### Antecedentes y formación (1978-1981)
La idea de formar al grupo musical se remonta a la fundación del área infantil del Centro de Educación Artística (CEA), fundada en 1978 y que formaba parte de la cadena de televisión mexicana Televisa. La responsabilidad de reclutar a un grupo de niños, para las filas de la escuela, corrió a cargo de la actriz y productora mexicana Martha Zavaleta. Los niños elegidos para integrarse a la institución fueron Mariana Garza, Alix Bauer, Paulina Rubio y Diego Schoening. A ellos se les sumaron más tarde Benny Ibarra y Sasha Sokol. El grupo de niños se capacitaron en canto, baile y actuación en la institución. Finalmente estelarizaron la obra de teatro La Maravilla de Crecer. Fue gracias a dicha obra que los ejecutivos de Televisa tuvieron la idea de conformar un grupo musical infantil con los seis niños.
En ese momento, el grupo musical español Parchís causaba sensación en México y varios países de habla hispana. Televisa formó a Timbiriche como una respuesta mexicana a dicha agrupación, y en 1981, el equipo creativo encargado de lanzar a la fama a este grupo estuvo conformado por Víctor Hugo O'Farril, ex socio, productor y creativo de la televisora y el productor Luis de Llano Macedo. María Eugenia La Gorda Galindo, fue seleccionada como representante del grupo.

### Etapa infantil (1981-1984)
Tras algunos meses de preparación, Timbiriche hace su debut oficial el 30 de abril de 1981 en el programa de televisión mexicano Siempre en domingo, contando con el cantante español Miguel Bosé como su padrino. El grupo lanza su primera producción discográfica titulada Timbiriche, de la que se desprenden los sencillos Amor para ti, Hoy tengo que decirte papá, Y la fiesta comenzó y Somos Amigos.
Debido al éxito obtenido, y con el fin de contar con un repertorio más amplio en sus presentaciones, en 1982 el grupo graba un segundo álbum titulado La Banda Timbiriche, del que se desprenden los sencillos La banda timbiriche, La vida es mejor cantando,  México  y Mamá. El grupo también es elegido para interpretar el tema musical de la telenovela infantil Chispita. En ese mismo año, el grupo participa en un especial de televisión donde comparte escenario con el grupo Parchís.
En ese mismo año, el grupo lanza a la venta La Banda Timbiriche: En Concierto un álbum que fue lanzado bajo el concepto de ser un álbum en vivo, aunque en realidad los efectos de sonido del público fueron agregados en el estudio de grabación. El disco incluye covers de temas en inglés y de musicales famosos en esa época como Baile del Sapo (Time Warp de The Rocky Horror Picture Show), Payasos (versión de One Step, interpretada originalmente por Liza Minnelli y Goldie Hawn), Noches de verano (Summer Nights, del musical Grease) y Mickey (versión de Toni Basil). En este tercer álbum, el grupo ya gozaba de una gran aceptación en México, recibiendo varios discos de oro por las altas ventas de sus álbumes.
En ese momento del grupo, las voces de los dos únicos integrantes masculinos del grupo se confundían con las de las integrantes femeninas debido a su corta edad. Debido a esto, los productores consideraron la idea de integrar un tercer integrante masculino al grupo. El elegido fue Erik Rubín, quién se une a la banda en diciembre de 1983. La banda lanza entonces su cuarto disco, titulado Timbiriche Disco Ruido. El disco representó el primer gran desafío de la banda, pues no se sabía cuál sería la reacción del público ante el nuevo integrante, quién tuvo que pasar por muchos conflictos para adaptarse con sus compañeros. Sin embargo, el álbum tuvo un buen recibimiento y contuvo éxitos como Disco Ruido y Adiós a la Escuela.

### Etapa adolescente (1984-1988)
En 1984, Timbiriche, junto con otros niños actores y cantantes (como Thalía, Edith Márquez, Stephanie Salas, Eduardo Capetillo, Héctor Suárez Gomís, Lolita Cortés, Usi Velasco, Cecilia Tijerina, Angélica Ruvalcaba y Alejandro Ibarra entre otros), se preparan para montar la obra de teatro Vaselina (un exitoso musical de Jim Jacobs y Warren Casey de 1972). La obra fue producida por la actriz y productora Julissa. De esta puesta en escena sale al mercado el disco Vaselina con Timbiriche, que fue otro éxito más de la agrupación. El disco lanzó los exitosos sencillos "Amor Primero", "Rayo Rebelde", "Iremos Juntos" y "Freddy Mi Amor".
Para 1985, el grupo comienza una evolución. Sus integrantes habían crecido. Ya no eran un grupo infantil, y esta situación da lugar a un nuevo sonido más fresco y dirigido al público adolescente. Este cambio se hace evidente en el disco Timbiriche Rock Show, lanzado en julio de 1985.
Después de la promoción de los primeros dos sencillos, Benny decide abandonar al grupo en septiembre de ese mismo año. Su razón fue que deseaba prepararse en la música matriculándose en una escuela en Estados Unidos. Un mes después entró su sustituto, Eduardo Capetillo, joven promesa que ya se había dado a conocer ante el público con un rol estelar en la obra Vaselina. Eduardo es quien realiza el resto de la promoción del disco. De esta producción sobresalen canciones como Teléfono, Juntos, Soy un Desastre, Corro, Vuelo, Me Acelero y Me Planto.
En agosto de 1986 Sasha, otra integrante fundadora, anuncia su salida del grupo con el fin de independizarse y lanzarse como cantante solista. Un mes después, su lugar es ocupado por Thalía, quién se había dado a conocer unos años atrás en un grupo musical infantil llamado Din-Din, y que además fungía como suplente de Sasha en la obra Vaselina.
En 1987, Timbiriche lanza el disco Timbiriche VII. Con este álbum, el grupo obtiene un éxito superior al del disco anterior, consolidándose como uno de los grupos juveniles líderes de habla hispana. De dicha producción se desprendieron los éxitos No seas tan cruel, Besos de Ceniza, Mírame (cuestión de tiempo), Si no es ahora, Con Todos menos Conmigo, Rompecabezas, Mágico amor entre otros.
Timbiriche VII está considerado como uno de los discos más vendidos de la música en español, con ventas de alrededor de un millón de unidades.
En ese mismo año, Timbiriche interpreta el tema principal de la telenovela Quinceañera, que era protagonizada por Thalía y la actriz Adela Noriega.
En diciembre de ese mismo año, el grupo es invitado a participar en el álbum navideño Esta Navidad, al lado de artistas como Yuri, Flans, Fandango, Manuel Mijares, Sasha Sokol y otros más. Timbiriche interpreta el villancico ¡Ay del Chiquirritín!. En ese mismo mes, Mariana Garza, otra de las integrantes fundadoras del grupo, anuncia su salida del mismo para incursionar como actriz de televisión. Es la propia Mariana quien elige para su reemplazo a Edith Márquez, otra joven que también formó parte del elenco de Vaselina. Además, Edith ya era conocida por su participación en la serie de televisión Papá soltero. Edith vivió un difícil proceso de adaptación al llegar al grupo.

### Etapa adulta (1988-1991)
En 1988, Timbiriche comienza la producción de su nuevo material discográfico. Los productores encomiendan el proyecto a Memo Méndez Guiú. Ante la demora de Guiú de enviar las canciones, Luis de Llano recurre a Marco Flores. Finalmente tanto Guiú como Flores presentan sus propuestas. Ambas fueron del agrado de los productores, por lo que deciden entonces juntar ambas propuestas y lanzar un disco doble, algo que en ese entonces era muy poco común en el mercado hispanoamericano.
Así es como sale a la venta el álbum doble Timbiriche VIII y IX. El disco (que también fue lanzado a la venta por separado), incluyó los exitosos sencillos "Tú y Yo Somos Uno Mismo", "Ámame Hasta con Los Dientes", "Acelerar", "No Sé Si Es Amor", "Máscaras", "Me Estoy Volviendo Loca", "Junto a ti, "Tú Me Vuelves Loco", "Paranoia" y otros más. Esta etapa es considerada como el momento cenit en la trayectoria del grupo y da otro paso en su evolución, posicionándose como un grupo adulto joven.
En diciembre de 1988, Alix, otra de las fundadoras, decide dejar el grupo para preparar su carrera como solista. Tras una serie de audiciones, en enero de 1989 su lugar es ocupado por Bibi Gaytán, quien termina al lado del resto de los miembros la gira correspondiente al álbum doble.
En enero de 1989 sale a la venta el primer disco recopilatorio del grupo titulado Los Clásicos de Timbiriche. El álbum contiene una recopilación de los grandes éxitos del grupo, acompañados por la Orquesta Sinfónica de la Ciudad de México, y fue grabado en la Sala Netzahualcóyotl de la Ciudad de México. El disco incluyó una canción inédita, titulada Por Ti, y contó con la participación de Benny, Sasha, los exintegrantes del grupo. La producción fue grabada a fines de 1987, cuando Alix todavía formaba parte del grupo, pero fue sacada a la venta hasta enero del 1989. Por eso Bibi no estuvo incluida en el álbum. 
En agosto de 1989 Eduardo Capetillo y Thalía también optan por abandonar el grupo para preparar su carrera como solistas. Tras nuevas audiciones, sus lugares son ocupados por Claudio Bermúdez y Patty Tanús, respectivamente.
En 1990 sale a la venta Timbiriche X. Este disco es considerado por muchos como el último álbum que conserva el estilo original de la banda que, al momento, contaba ya solo con tres de los miembros originales: Paulina, Diego y Erik, además de Edith y Bibi, a quienes se sumaron Claudio y Patty. Sin embargo, después de solo unos meses, Patty renunció al grupo debido a diferencias con Paulina Rubio aunque se manejó extraoficialmente que su salida del grupo se debió a que había mentido a los productores sobre su edad y estado civil, siendo sustituida por Silvia Campos, quien, aunque no grabó el álbum, sí realizó la gira y promoción del mismo.
El disco contenía una fuerte influencia de la música Dance, que en ese momento gozaba de enorme popularidad en las pistas de baile del mundo. El álbum incluyó los exitosos sencillos "Princesa Tibetana", "Me Pongo Mal", "Historia de Amor", "Yo No Soy Una Más" y "Sacúdete". Con este disco, Timbiriche recibe su primer premio Eres a Mejor Grupo Pop.
En 1991, el grupo celebra los 10 años de fundación del mismo.
Pero al término de la gira, Paulina, otra de las integrantes fundadoras, abandona al grupo para abrirse una carrera como solista. Tan solo dos semanas después, Erik, Edith y Bibi también anuncian su salida del grupo para buscar una carrera como solistas.
Esta situación deja a Diego como el único integrante original de la banda, además de Claudio y Silvia.

### La última etapa (1991-1994)
Aunque era evidente que, sin la mayoría de sus integrantes originales, el grupo estaba en decadencia, los productores deciden continuar con el concepto y apuestan por lanzar a una nueva generación. Sorpresivamente, en medio de la producción, Claudio es despedido del grupo.
Para finales de 1991, la banda recluta a cinco nuevos miembros: Lorena Shelley, Daniel Gaytán, Tannya Velasco, Kenya Hijuelos y Alexa Lozano. Ellos junto con Diego y Silvia graban el disco Timbiriche 11. Kenya sale del grupo antes de la presentación oficial del disco por decisión de los creadores del grupo por conflictos entre los nuevos integrantes, siendo sustituida por Jean Duverger. Esta segunda generación es presentada oficialmente durante una emisión de Siempre en domingo, en la cual todos los exintegrantes fueron invitados a presentar a los nuevos miembros. Esta reunión fue única, ya que tuvo casi a todos los exintegrantes del grupo. Los únicos ausentes fueron Diego, por problemas de salud, la recién salida Kenya, Patty Tanus y Thalía, quién se encontraba trabajando en España.
A pesar de conservar el nombre y el concepto en general, había un nuevo estilo musical que mezclaba dance y ritmos tropicales. Los integrantes vistieron uniformes que recordaban la etapa infantil del grupo, y realizaban coreografías que las formaciones anteriores de Timbiriche jamás habían integrado a sus presentaciones. A pesar de que el disco no fue tan popular entre los fanáticos de la primera generación, comenzó a tener atractivo para generaciones más jóvenes, gracias a los éxitos Vanidosa, Solo te quiero a ti, Tierra Dorada, y Piel a Piel, recibiendo disco de oro y platino por las altas ventas. Gracias a esto el grupo lograría sobrevivir un año más.
Para 1993 graban Timbiriche XII, disco del cual se desprendió el que se consideró como el último éxito de la agrupación: Muriendo Lento (versión de Slowly canción original de la excantante del grupo sueco ABBA, Anni-Frid Lyngstad). Pero a principios de 1994 Alexa decide salir de la agrupación para casarse, anunciándolo en un concierto en Monterrey a los fanáticos sin haberlo dicho antes a los managers y compañeros. Este fue uno de los motivos que dieron pie a la desintegración definitiva. El grupo jamás ofreció un anuncio oficial sobre su desintegración.

### El primer reencuentro (1998-1999)
En 1998, en el marco del Festival Acapulco '98, los seis integrantes originales se reencuentran en el escenario en una noche histórica que rompió récord de audiencia. Tras el éxito obtenido, se reedita el disco Los Clásicos de Timbiriche, ahora con el nombre de Timbiriche Symphonic que generó gran revuelo entre los seguidores.
Los planes de un reencuentro formal cristalizaron a finales de noviembre de 1998, cuando el grupo realiza un concierto en el Auditorio Nacional de la Ciudad de México. Este concierto incluyó también a Erik Rubín. Para 1999, el grupo inició una gira que se desarrolló por todo México y parte de Latinoamérica. El reencuentro estableció en el Auditorio Nacional de la Ciudad de México, un récord de audiencia con más de 20 conciertos consecutivos. El tour concluiría con dos conciertos masivos en el Foro Sol, también en la capital mexicana.
De dicha gira se desprendió un disco doble titulado Timbiriche, El concierto, que fue grabado en vivo en el Auditorio Nacional el día 20 de diciembre de 1998. Dicho álbum también incluyó tres temas nuevos: Esta Despierto, Suma Cósmica y La Fuerza del Amor.

### 25 Aniversario: El segundo reencuentro (2007-2008)
Los miembros originales del grupo, a excepción de Paulina, se vuelven a reunir en el 2007 para festejar el 25 aniversario de la banda (30 de abril de 2007). El festejo se lleva a cabo por medio de una gira de conciertos y tres discos: uno de estudio, titulado Timbiriche 25, con versiones nuevas de 12 temas clásicos del grupo, pero regrabados con nuevos arreglos musicales y vocales, un disco en vivo con selecciones del concierto, titulado Somos Timbiriche 25 y finalmente el disco Vivo en vivo (CD doble + DVD) con la versión íntegra del concierto. Este último disco también incluye tres temas inéditos: Vuelvo a comenzar (primer sencillo adaptado al español de la canción original de María Arredondo Brief and Beautiful), Atado a ti y Domar el aire. Estos temas son un regalo y agradecimiento para los fanáticos que ayudaron hacer el 25 aniversario de Timbiriche un gran éxito.
Timbiriche rompió su récord en el Auditorio Nacional con más de 20 presentaciones consecutivas con llenos masivos y más de 30 conciertos en toda la República Mexicana.
El lunes 5 de mayo de 2008 Timbiriche cerró la celebración de sus 25 años en la arena Foro Sol en México. El grupo también contó con una participación especial el día 17 de mayo en el concierto de la Fundación Alas de ayuda a la niñez en el Zócalo capitalino. Además el director de cine Carlos Marcovich quien acompañó al grupo por gran parte de la gira, anunció la realización de un largometraje documental sobre Timbiriche, el cual fue llamado La misma piedra y se estrenó el viernes 21 de noviembre del 2008 en todas las salas cinematográficas.

### La Nueva Banda Timbiriche (2009)
Con motivo de la celebración de los veinticinco años del grupo, la cadena Televisa decidió lanzar una convocatoria abierta para la formación de una nueva Banda Timbiriche, esta vez formada por siete jóvenes entre 15 y 22 años. El proceso se llevó a cabo mediante un reality show llamado Buscando a Timbiriche: La Nueva Banda. En él participaron 30 jóvenes, y contó con el aval de algunos de los creadores originales del concepto y otras personalidades del espectáculo (Luis de Llano, Memo Méndez Guiú, Marco Flavio Cruz, Marta Zavaleta, Amparo Rubín y Kiko Campos), así como de los seis integrantes del proyecto Timbiriche 25 (Alix, Benny, Diego, Erik, Mariana y Sasha) quienes participaron como jurado evaluando el desempeño de los aspirantes. La banda sería llamada La Nueva Banda Timbiriche, posteriormente, únicamente como "La Nueva Banda".
Brissia Mayagoitia, Fernanda Arozqueta, Gabriela Sánchez, Taide Rodríguez, Alberto Dogre, Eduardo Brito y Yurem Rojas, fueron elegidos para formar este nuevo grupo. Pero el concepto fue un rotundo fracaso. Solo el sencillo Tú, tú, tú logró cierta aceptación del público. El grupo se desintegró en abril de 2009.

### El Musical (2010-2011)
A principios de 2010 el productor Alejandro Gou obtuvo los derechos de Televisa para la adaptación de las canciones de Timbiriche como una obra musical. Timbiriche, el musical se estrenó a finales de abril de 2010 en el Teatro Aldama de la Ciudad de México. Los roles estelares fueron para los actores Alan Estrada y Natalia Sosa. La obra incluyó 50 temas de la banda. La historia aborda el tema de la crisis humana cuando se tienen 30 años de edad, con perspectivas de 7 jóvenes, que no tiene nada que ver con la vida de los integrantes originales de la banda. Tras ocho meses en cartelera, Timbiriche El Musical dio por terminada su temporada con dos funciones en el Teatro Diana y eligió a la capital de Jalisco para despedirse de manera definitiva.

### 35 Aniversario: El tercer reencuentro (2017-2018)
El 30 de abril de 2017, Timbiriche cumple 35 años de su fundación. Luego de varios rumores y de las peticiones de los fanáticos a través de las redes sociales, el 20 de junio de 2017, Benny Ibarra, Sasha Sokol, Mariana Garza, Alix Bauer, Diego Schoening y Erik Rubín convocaron una conferencia de prensa en el Auditorio Nacional de la Ciudad de México para anunciar el regreso oficial de la banda. Timbiriche inició una gira de conciertos que arrancó el día 13 de septiembre de 2017 en el Auditorio Nacional de la Ciudad de México. La gira se prolongó hasta el año 2018, recorriendo diversos puntos de México y América Latina.
De dicha gira fue grabado el álbum doble + DVD Timbiriche Juntos el cual incluyó una nueva versión en vivo del tema Don Diablo al lado de su padrino artístico Miguel Bosé y el tema inédito El Ciclo.

## Cómics, artículos promocionales, productos de licencia y mercadotecnia
- Durante la década de los 80 el grupo fue contratado para diversas marcas y realizaron diversos spots publicitarios.
- En el año de 1982 la euforia de grupo llevó a las empresas a generar diversos artículos con el nombre de Timbiriche, fue así como surgió la goma de mascar o chicle Timbiriche.
- A partir de 1983 debido al éxito de los cómics de Parchís y Menudo, Televisa decide lanzar un cómic que narraba las aventuras (ficticias) de los integrantes, fue así como surgió La Banda Timbiriche en revista, que contó con más de 300 números y fue publicada por la desaparecida Editorial Proyección. Los números se publicaban los días martes de cada semana.
- En 1987 se lanza su línea una línea de Tenis con el nombre del grupo, por la compra de los mismos se obsequiaba un EP con éxitos de grupo, "Acelerate con tus Timbiriches" fue el eslogan promocional y el nombre del EP.
- Hasta el 2007 con la euforia de su segundo reencuentro y el reality de Televisa, la empresa decide vender los derechos del nombre y logotipo para productos de Licencia al mini super Waldo's Mart y en México es lanzada una línea de diversos productos como: Cereal Timbiriche, Galletas saladas Timbiriche, goma de mascar Timbiriche, paletas de caramelo Timbiriche, perfume Timbiriche, crema corporal Timbiriche, malvaviscos Timbiriche y un sinfín de productos como relojes de pared, porta retratos, bolsas, porta CD, Mouse pad y bolígrafos. estos productos solo se podían adquirir en dicha tienda a un costo aproximado de 13 pesos cada uno.
- En el 2007 la compañía VECTECH de gadgets electrónicos, adquiere dicha licencia y lanza al mercado un MP3 con el nombre de NEO TIMBIRICHE, similar en diseño a un ipod nano, en color negro con una memoria de 4gb de capacidad de almacenamiento de música y vídeos.
- FULLER México y AVON México, en el mismo año lanzan productos alusivos al grupo como fundas para celular tipo calcetín, con el logotipo del grupo.
- La compañía Telcel contrata a los integrantes originales en el año 2007 con motivo de su reencuentro y lanza el modelo NOKIA 5700 como una edición especial llamándolo T25 (Timbiriche 25). Con una extensa campaña publicitaria que abarcaba spots en TV, material punto de venta como pósteres, folletos, displays, empaques y artículos promocionales como gorras.
- En el 2008 La nueva Banda Timbiriche lanzó su línea de ropa que podía ser adquirida en Palacio de Hierro y algunos supermercados como Comercial Mexicana, el fracaso de esta línea de ropa no fue sorpresa alguna. Fue retirada de dichas tiendas en pocas semanas.

## Integrantes

### Exintegrantes
- Benny Ibarra (1981-1985, 1998-1999, 2007-2008, 2017-2019)
- Sasha Sökol (1981-1986, 1998-1999, 2007-2008, 2017-2019)
- Mariana Garza  (1981-1987, 1998-1999, 2007-2008, 2017-2019)
- Alix Bauer  (1981-1988, 1998-1999, 2007-2008, 2017-2019)
- Diego Schoening  (1981-1993, 1998-1999, 2007-2008, 2017-2019)
- Erik Rubín  (1982-1991, 1998-1999, 2007-2008, 2017-2019)
- Paulina Rubio  (1981-1991, 1998-1999)
- Eduardo Capetillo  (1985-1989)
- Thalía  (1986-1989)
- Edith Márquez  (1987-1991)
- Biby Gaytán  (1989-1991)
- Claudio Bermúdez  (1989-1991)
- Patty Tanús (1989-1990)
- Sylvia Campos  (1990-1994)
- Lorena Shelley  (1991-1994)
- Mano Gaytán  (1991-1994)
- Tanya Velasco  (1991-1994)
- Kenya Vero Hijuelos  (1991-1992)
- Alexa Lozano  (1991-1994)
- Jean Duverger  (1992-1994)

## Discografía
Álbumes de estudio
- 1982: Timbiriche: Somos amigos
- 1982: La Banda Timbiriche
- 1983:  La Banda Timbiriche en concierto
- 1983: La Banda Timbiriche (Disco ruido)
- 1984: Vaselina
- 1985: Timbiriche (Rock show)
- 1987: Timbiriche 7
- 1988: Timbiriche VIII - IX
- 1989: Los clásicos de Timbiriche
- 1990: Timbiriche 10
- 1992: Timbiriche 11
- 1993: Timbiriche XII
- 1999: Timbiriche: El concierto
- 2007: Timbiriche 25
- 2007: Somos Timbiriche 25 en vivo
- 2008: Timbiriche 25 (Vivo en vivo)
- 2017: Juntos